# 忠清南道消防本部
忠清南道消防本部（チュンチョンナムドしょうぼうほんぶ）は、大韓民国忠清南道を管轄区域とする消防本部である。住所は洪城郡洪北面忠南大路21

## 沿革
- 1992年4月10日 - 忠清南道消防本部設置。
- 1993年7月20日 - 忠清南道消防学校開校。
- 1998年9月5日 - 消防安全本部に改称。
- 1999年4月10日 - 忠清消防学校に改称。
- 2000年1月20日 - 消防航空隊を設置。
- 2012年6月30日 - 燕岐消防署を廃止。
- 2013年7月15日 - 消防本部に改称[1]。

## 本部組織
- 消防本部長（消防監）
  - 消防行政課（課長は地方消防正）
  - 防護救助課（課長は地方消防正）
    - 消防航空救助救急隊

  - 総合防災センター（センター長は地方消防正）

## 忠清消防学校
消防公務員の教育訓練を行っており、忠清南道、大田広域市、世宗特別自治市、忠清北道で共同運営している。学校長は消防正。下部組織に事務課、教学課、教官団を置く。住所は忠清南道天安市東南区修練院通10（留糧洞36番地）。

## 消防署
忠清南道消防本部には15消防署（天安市は2箇所、それ以外の市と郡に1箇所ずつ）のもと、119安全センターと救助救急センターと3の119救助隊がある。

### 組織
- 署長（地方消防正）
  - 消防行政課（課長は地方消防領。以下同じ）
  - 防護予防課：天安東南、天安西北、公州、保寧、牙山、瑞山、論山、洪城の消防署に置く。
  - 対応救助課：天安東南、天安西北、公州、保寧、牙山、瑞山、論山、洪城の消防署に置く。
  - 防護救助課：錦山、扶余、舒川、礼山、唐津の消防署に置く。
  - 119安全センター（センター長は地方消防警または地方消防尉）
    - 119地域隊

  - 119救助隊（隊長は地方消防警または地方消防尉）：瑞山消防署には119救助隊のほかに119化学救助隊が所属している。
  - 119救助救急センター（センター長は地方消防警または地方消防尉）

### 消防署一覧
各消防署及び所属119安全センターの名称、119救助救急センターと119救助隊の数は以下の通り。
| 消防署         | 119安全センター                    | 119救助救急センター | 119救助隊 |
| -------------- | ---------------------------------- | ------------------- | --------- |
| 天安東南消防署 | 九星、独立、並川                   | 1                   | 0         |
| 天安西北消防署 | 車岩、聖居、西部、斗井、成歓、双   | 1                   | 0         |
| 公州消防署     | 校洞、維鳩、新官、東鶴寺           | 1                   | 0         |
| 保寧消防署     | 竹亭、新黒、熊川、鰲川             | 1                   | 0         |
| 牙山消防署     | 毛宗、屯浦、仁州、新昌、排芳       | 1                   | 0         |
| 瑞山消防署     | 礼川、大山、東部、海美、浮石       | 1                   | 2         |
| 論山消防署     | 奈洞、半月、江景、鶏龍、連山、錬武 | 1                   | 0         |
| 錦山消防署     | 錦山、秋富                         | 1                   | 0         |
| 扶余消防署     | 百済、泗沘、鴻山、林川             | 1                   | 0         |
| 舒川消防署     | 舒川、長項、庇仁、西面、韓山       | 1                   | 0         |
| 洪城消防署     | 亀龍、広川、玉岩、葛山             | 1                   | 1         |
| 礼山消防署     | 吾可、金烏、挿橋、徳山             | 1                   | 0         |
| 唐津消防署     | 唐津、石門、合徳、松嶽、新平       | 1                   | 0         |
| 泰安消防署     | 泰安、安眠                         | 1                   | 0         |
| 鶏龍消防署     | 鶏龍                               | 1                   | 0         |